# Fécondité des régions de France
 (décembre 2019).
Cet article traite de la fécondité des régions de France.

## Évolution de la fécondité des régions françaises

### Régions actuelles
| Région                     | Fécondité 2014 | Fécondité 2015 | Fécondité 2016 | Fécondité 2018 | Fécondité 2020 | Fécondité 2022 |
| -------------------------- | -------------- | -------------- | -------------- | -------------- | -------------- | -------------- |
| Auvergne-Rhône-Alpes       | 2,00           | 1,95           | 1,90           | 1,87           | 1,79           | 1,74           |
| Bourgogne-Franche-Comté    | 1,94           | 1,90           | 1,85           | 1,80           | 1,75           | 1,71           |
| Bretagne                   | 1,93           | 1,86           | 1,83           | 1,80           | 1,77           | 1,74           |
| Centre-Val de Loire        | 2,02           | 1,94           | 1,93           | 1,88           | 1,84           | 1,86           |
| Corse                      | 1,52           | 1,46           | 1,47           | 1,42           | 1,35           | 1,38           |
| Grand Est                  | 1,85           | 1,79           | 1,76           | 1,70           | 1,66           | 1,60           |
| Hauts-de-France            | 2,07           | 2,01           | 1,95           | 1,86           | 1,83           | 1,79           |
| Île-de-France              | 2,04           | 2,00           | 1,98           | 1,94           | 1,88           | 1,82           |
| Normandie                  | 1,96           | 1,93           | 1,90           | 1,84           | 1,79           | 1,82           |
| Nouvelle-Aquitaine         | 1,81           | 1,75           | 1,73           | 1,67           | 1,64           | 1,65           |
| Occitanie                  | 1,87           | 1,83           | 1,79           | 1,73           | 1,69           | 1,67           |
| Pays de la Loire           | 2,03           | 1,96           | 1,91           | 1,86           | 1,84           | 1,82           |
| Provence-Alpes-Côte d'Azur | 2,06           | 2,02           | 1,99           | 1,97           | 1,90           | 1,89           |
| France métropolitaine      | 1,97           | 1,93           | 1,89           | 1,84           | 1,78           | 1,76           |
| Guadeloupe                 | 2,19           | 2,10           | 2,14           | 2,04           | 2,27           | 2,07           |
| Martinique                 | 2,08           | 1,94           | 1,90           | 1,90           | 1,85           | 1,85           |
| Guyane                     | 3,44           | 3,44           | 3,61           | 3,82           | 3,75           | 3,55           |
| Réunion                    | 2,44           | 2,46           | 2,43           | 2,39           | 2,36           | 2,37           |
| Mayotte                    | 4,12           | 4,87           | 4,95           | 4,66           | 4,16           | 4,55           |
| Départements d'outre-mer   | 2,69           | 2,78           | 2,83           | 2,82           | 2,77           | 2,81           |
| France entière             | 2,00           | 1,96           | 1,92           | 1,87           | 1,82           | 1,79           |
| Région                     | 2014           | 2015           | 2016           | 2018           | 2020           | 2022           |

Source : Insee,

### Anciennes régions
| Région                     | Fécondité 1967-1969 | Fécondité 1999 | Fécondité 2001 | Fécondité 2003 | Fécondité 2005 | Fécondité 2007 | Fécondité 2009 | Fécondité 2011 |
| -------------------------- | ------------------- | -------------- | -------------- | -------------- | -------------- | -------------- | -------------- | -------------- |
| Alsace                     | 2,71                | 1,71           | 1,75           | 1,74           | 1,79           | 1,81           | 1,83           | 1,84           |
| Aquitaine                  | 2,44                | 1,61           | 1,69           | 1,68           | 1,72           | 1,79           | 1,84           | 1,81           |
| Auvergne                   | 2,49                | 1,59           | 1,67           | 1,69           | 1,78           | 1,80           | 1,85           | 1,85           |
| Basse-Normandie            | 2,91                | 1,85           | 1,92           | 1,90           | 1,95           | 2,00           | 2,01           | 1,99           |
| Bourgogne                  | 2,74                | 1,73           | 1,79           | 1,78           | 1,86           | 1,92           | 1,93           | 1,93           |
| Bretagne                   | 2,93                | 1,82           | 1,91           | 1,92           | 1,94           | 2,00           | 2,01           | 2,01           |
| Centre-Val de Loire        | 2,73                | 1,77           | 1,86           | 1,89           | 1,96           | 1,99           | 2,04           | 2,06           |
| Champagne-Ardenne          | 2,94                | 1,80           | 1,87           | 1,82           | 1,92           | 1,95           | 1,98           | 1,99           |
| Corse                      | 2,39                | 1,54           | 1,55           | 1,54           | 1,62           | 1,57           | 1,63           | 1,65           |
| Franche-Comté              | 2,86                | 1,83           | 1,88           | 1,91           | 2,01           | 2,05           | 2,04           | 2,01           |
| Haute-Normandie            | 2,87                | 1,86           | 1,93           | 1,91           | 1,98           | 2,03           | 2,05           | 2,08           |
| Île-de-France              | 2,19                | 1,85           | 1,93           | 1,95           | 1,96           | 1,99           | 2,02           | 2,03           |
| Languedoc-Roussillon       | 2,39                | 1,68           | 1,79           | 1,76           | 1,83           | 1,91           | 1,96           | 1,98           |
| Limousin                   | 2,29                | 1,50           | 1,63           | 1,55           | 1,76           | 1,76           | 1,84           | 1,84           |
| Lorraine                   | 2,86                | 1,69           | 1,77           | 1,73           | 1,82           | 1,82           | 1,82           | 1,78           |
| Midi-Pyrénées              | 2,33                | 1,59           | 1,70           | 1,69           | 1,74           | 1,83           | 1,84           | 1,87           |
| Nord-Pas-de-Calais         | 3,02                | 1,94           | 2,01           | 1,95           | 2,02           | 2,07           | 2,08           | 2,11           |
| Pays de la Loire           | 2,96                | 1,86           | 1,97           | 1,98           | 2,06           | 2,09           | 2,11           | 2,09           |
| Picardie                   | 3,01                | 1,93           | 2,00           | 1,98           | 2,02           | 2,05           | 2,07           | 2,10           |
| Poitou-Charentes           | 2,73                | 1,70           | 1,79           | 1,76           | 1,86           | 1,85           | 1,91           | 1,90           |
| Provence-Alpes-Côte d'Azur | 2,29                | 1,75           | 1,83           | 1,83           | 1,89           | 1,94           | 2,01           | 2,05           |
| Rhône-Alpes                | 2,57                | 1,78           | 1,88           | 1,89           | 1,97           | 2,00           | 2,03           | 2,04           |
| France métropolitaine      | 2,59                | 1,79           | 1,88           | 1,87           | 1,92           | 1,96           | 1,99           | 1,99           |
| Guadeloupe                 |                     | 2,10           | 2,23           | 2,11           | 2,37           | 2,27           | 2,16           | 2,17           |
| Martinique                 |                     | 1,91           | 1,98           | 1,92           | 1,85           | 2,05           | 2,08           | 1,88           |
| Guyane                     |                     | 3,87           | 3,79           | 3,77           | 3,79           | 3,73           | 3,49           | 3,44           |
| Réunion                    |                     | 2,33           | 2,45           | 2,43           | 2,49           | 2,47           | 2,38           | 2,36           |
| Départements d'outre-mer   |                     | 2,32           | 2,42           | 2,38           | 2,46           | 2,48           | 2,41           | 2,39           |
| France entière             |                     | 1,81           | 1,89           | 1,89           | 1,94           | 1,98           | 2,03           | 2,01           |
| Région                     | 1967-1969           | 1999           | 2001           | 2003           | 2005           | 2007           | 2009           | 2011           |

Source : Insee (1967-1969, 1999 à 2009, 2011)

## Les zones de haute fécondité en France métropolitaine
Dans les années 1950-1960 les régions de haute fécondité formaient géographiquement un croissant bordant la France du nord-ouest au nord-est, qu'on appelait le "croissant fertile" par allusion à la fertilité des femmes qui y résidaient. Ce croissant de haute fécondité, partait des Pays de la Loire (Vendée) et de Bretagne, remontait les côtes de la Manche vers le nord-est, via la Haute et la Basse-Normandie, l'Eure-et-Loir et la Picardie, et contournait l'Île-de-France par le nord, englobant le Nord-Pas-de-Calais, d'où il s'incurvait vers le sud-est, passant par la Champagne, la Lorraine et l'Alsace, puis s'infléchissait vers le sud et se terminait en Franche-Comté. Au total la moitié sud de la France et l'Île de France avaient une fécondité nettement moindre que le reste du pays. 
Les années 1970-1975 ont vu un effondrement général de la fécondité en Europe de l'Ouest, et la France n'échappa pas au mouvement. Cependant, un phénomène général d’homogénéisation de la fécondité dans les diverses régions de métropole a eu lieu qui a contribué à rapprocher le taux des régions méridionales de la moyenne nationale. La fécondité a moins baissé là où elle était faible mais a fort baissé là où elle était élevée, et globalement, l’écart entre les régions les plus fécondes et les moins fécondes s’est fortement réduit de ce fait. En particulier les régions Provence-Alpes-Côte d'Azur, Île-de-France et Rhône-Alpes sont celles qui ont connu la plus faible diminution de fécondité entre la fin des années 1960 et les années 1974-1976. La fécondité s'est même mise à remonter dans ces régions à partir du milieu des années 1970, alors qu'en moyenne elle baissait ailleurs. 
Aujourd'hui, la partie nord-est du croissant s'est affaissée (Alsace, Lorraine et partiellement Champagne) et ce croissant n'existe donc plus. Cependant tout le nord-ouest de la France depuis la Vendée et la Bretagne jusqu'au Nord-Pas-de-Calais et aux département des Ardennes et de la Meuse, comprenant en plus le nord de la région Centre et l'Île-de-France, constitue la zone de plus haute fécondité du pays. On peut désormais parler d'un "triangle fertile" muni d'un long appendice orienté nord-sud, allant des Ardennes jusqu'aux rives de la méditerranée et formé du nord au sud des départements des Ardennes, de la Meuse, de la Haute-Marne et des Vosges, puis de la Franche-Comté et de Rhône-Alpes, et se terminant en région Provence-Alpes-Côte d'Azur (département de Vaucluse et du Var). Parmi ces régions, les Pays de la Loire étaient en 2003 comme en 2004, avec la Picardie, les régions les plus performantes. 
Les données postérieures sont hélas très fragmentaires. L'INSEE Bretagne nous révèle cependant qu'en 2005, la fécondité a dépassé le seuil du taux de fécondité de 2,0 dans 5 régions, avec en tête les Pays de la Loire. Il s'agit en outre du Nord-Pas-de-Calais, de la Picardie, de la Franche-Comté et de la région Centre qui n'arrête pas d'améliorer ses performances ces dernières années malgré les deux départements du Berry et la Touraine quelque peu à la traîne. Ce nombre de régions devrait logiquement s'accroître en 2006, à la suite de la hausse générale de la fécondité observée cette année.
Le Nord, le Nord-Est et le Grand Sud-Ouest ont plus d'enfants que l'Ouest, le Centre et le Sud-Est. La Haute-Vienne a une moyenne de 1,7 et la Mayenne de 2,3 alors que la moyenne nationale est égale à 2. Cette disparité régionale est résumée par la formule de l'anthropologue Georges Augustins « Au Nord de la Loire, on hérite d'un nom, au sud, d'une maison ». Elle s'explique par le droit d'origine germaine (partage égalitaire entre héritiers) qui s'applique plutôt au Nord et le droit romain (héritage préférentiel) au Sud.